# Taraka nivata
Taraka nivata är en fjärilsart som beskrevs av Hans Fruhstorfer 1918. Taraka nivata ingår i släktet Taraka och familjen juvelvingar. Inga underarter finns listade i Catalogue of Life.